# İstanbul Futbol Ligi 1924/25
Die İstanbul Futbol Ligi 1924/25 war die zwölfte ausgetragene Saison der İstanbul Futbol Ligi. Meister wurde zum fünften Mal Galatasaray Istanbul. 

## Teilnehmende Mannschaften
| - Altınordu İdman Yurdu - Anadolu - Bakırköy SK - Beşiktaş Istanbul - Beylerbeyi SK - Beykozspor - Darüşşafaka SK - Fatih İdman Yurdu | - Fatih SK - Fazilet - Fenerbahçe Istanbul - Galatasaray Istanbul - Gürbüzler - Haliç SK - Hilal - İkbaliye | - İstiklal SK - Kumkapı SK - Kasımpaşa Istanbul - Makrıköyspor - Nişantaşı SK - Ortaköy SK - Süleymaniye | - Topkapı İdman Yurdu SK - Topkapı SK - Türk İdman Ocağı - Üsküdar SK - Vefa Istanbul - Yenişafak SK - Yıldız SK |

## Halbfinale
| Datum            |                      | Ergebnis |                   |
| ---------------- | -------------------- | -------- | ----------------- |
| 31.07. 14:00 Uhr | Galatasaray Istanbul | 6:1      | Beşiktaş Istanbul |
| 31.07. 14:00 Uhr | Vefa Istanbul        | 1:0      | Anadolu           |

## Finale
| Datum            |                      | Ergebnis |               |
| ---------------- | -------------------- | -------- | ------------- |
| 02.08. 14:00 Uhr | Galatasaray Istanbul | 4:0      | Vefa Istanbul |

## Die Meistermannschaft von Galatasaray Istanbul
| 1. | Galatasaray Istanbul |
|    | - Tor: - Abwehr: Mehmet Nazif Gerçin, Kemal Rıfat Kalpakçıoğlu, Ali Gençay - Mittelfeld: Nihat Bekdik, Mithat Ertuğ - Angriff: Muslih Peykoğlu, Mehmet Leblebi |